# Raeren
Raeren [ʁaʁɛn] est une commune et une localité belge située dans la province de Liège, en Région wallonne.
Elle fait partie de la Communauté germanophone de Belgique et constitue de ce fait l'une des 9 communes de langue allemande du pays. Il s'agit d'une commune à facilités linguistiques pour les francophones.

## Géographie
Située dans l'est de la province et touchant la frontière allemande, elle fait partie des communes des cantons de l'Est qui ont été rattachés à la Belgique par le Traité de Versailles.

### Localités

#### Sections de commune
| # | Nom      | Superf. (km²) | Habitants (2020) | Habitants par km² | Code INS |
| - | -------- | ------------- | ---------------- | ----------------- | -------- |
| 1 | Raeren   | 51,12         | 4.974            | 97                | 63061A   |
| 2 | Eynatten | 14,61         | 3.864            | 264               | 63061B   |
| 3 | Hauset   | 7,07          | 1.960            | 277               | 63061C   |

#### Hameaux
Berlotte, Born, Botz, Eynatterheide, Heck, Honien, Lichtenbusch, Merols, Neudorf, Petergensfeld, Platz, Plei et Pützhag.

### Communes limitrophes
| La Calamine | Aix-la-Chapelle (D) |             |
| Lontzen     | Raeren              | Roetgen (D) |
| Eupen       | Eupen               |             |

## Histoire

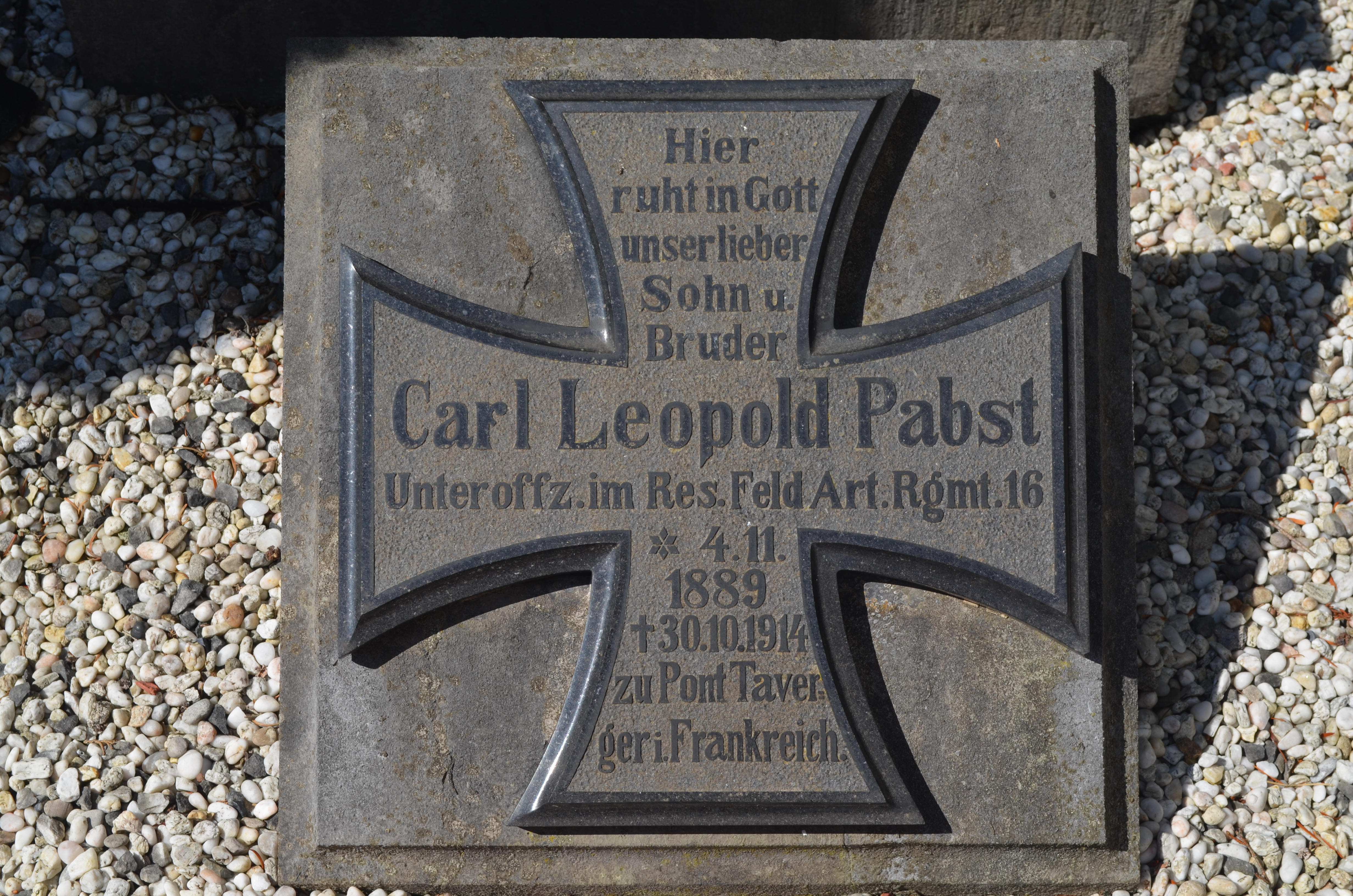
Tombe de Carl Leopold Pabst dans le cimetière de Raeren.
Sous-officier de la 16e division de réserve de l'Empire allemand, mort à Pont Taverger en France le 30 octobre 1914.

Raeren fait partie des communes des cantons de l'Est, autrefois allemands qui furent offerts à la Belgique par le Traité de Versailles, en 1919, en compensation des pertes subies lors de la Première Guerre mondiale, mais après qu'une consultation populaire a largement marqué le souhait d'être rattaché à la Belgique. Avant cela, elle a fait partie de la Prusse puis de l'Allemagne de 1814 à 1919. Elle fit partie du ban de Walhorn, dans le duché de Limbourg.

## Héraldique
|  | La commune possède des armoiries qui lui ont été octroyées le 29 août 1991. Le village était réputé pour ses poteries et possède un musée de la poterie. D'où la cruche dans la partie inférieure de l'écu. Les merlettes sont inspirées par les armoiries de la famille Van Eynatten (voir les armoiries de Bergen et de Margraten aux Pays-Bas). Blasonnement : De gueules à la cruche de Raeren d'or au chef d'argent muré de sable à 3 merlettes de gueules. (Traduction libre). Source du blasonnement : Heraldy of the World. |

## Démographie
Au 1er janvier 2015, 4 561 habitants de Raeren, 2 234 hommes et 2 327 femmes sont citoyens de la République fédérale d'Allemagne, la localité étant très populaire chez les habitants d'Aix-la-Chapelle (Aachen) souhaitant acheter une maison meilleur marché, de l'autre côté de la frontière.

### Démographie: Avant la fusion des communes
- Source: DGS recensements population

### Démographie: Commune fusionnée
En tenant compte des anciennes communes entraînées dans la fusion de communes de 1977, on peut dresser l'évolution suivante :
Les chiffres des années 1831 à 1970 tiennent compte des chiffres des anciennes communes fusionnées.
- Source: DGS , de 1831 à 1981=recensements population; à partir de 1990 = nombre d'habitants chaque 1 janvier[4]

## Notoriété

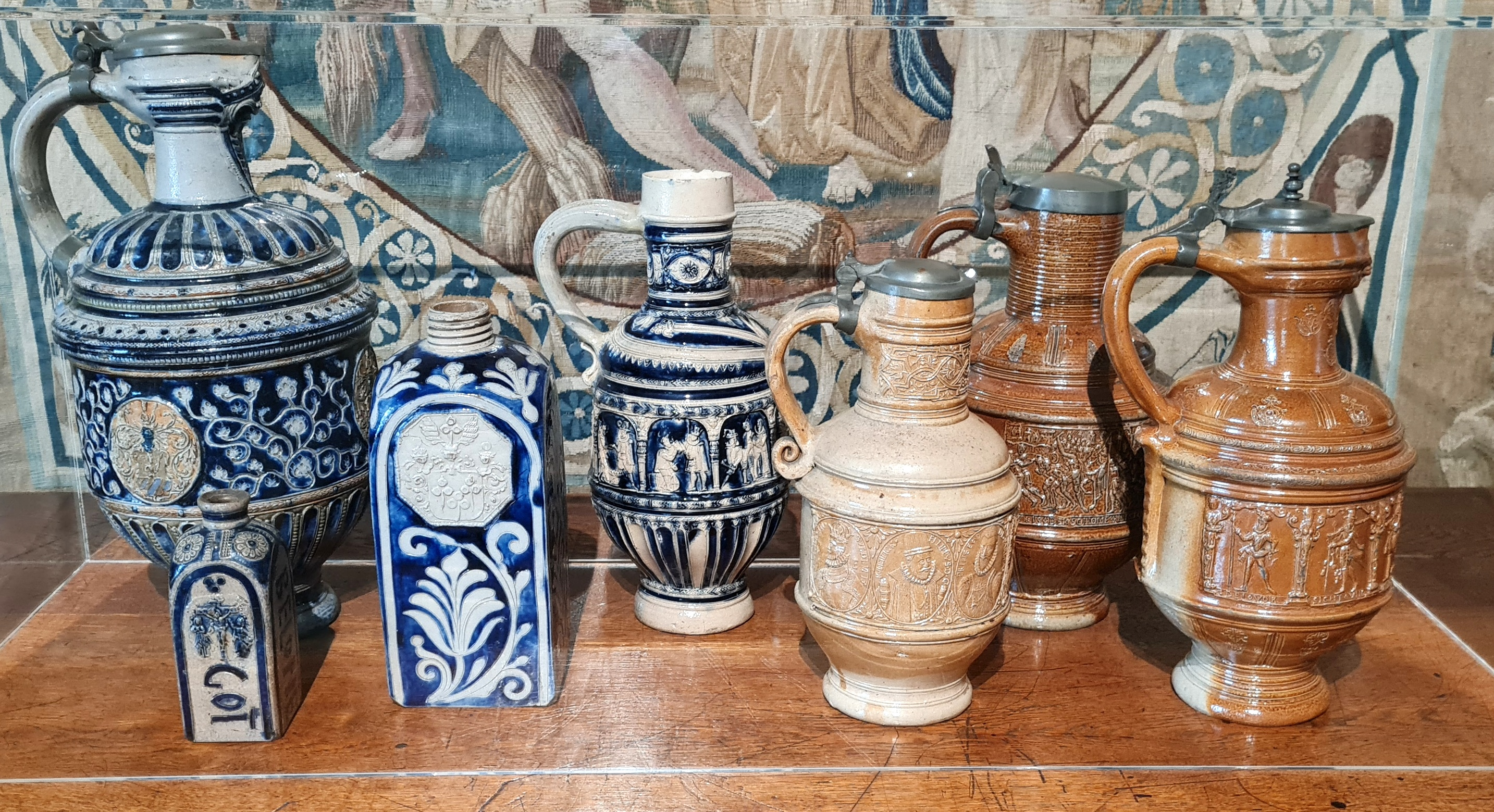
Grès de Raeren de la fin du XVIe et début du XVIIe siècle.

Raeren est connu par ses poteries qui furent vendues dans une grande partie de l'Europe du Nord aux XVIe et XVIIe siècles. Le château de Burg-Raeren, devenu le musée de la poterie, expose plus de 2 000 pièces retraçant l'histoire et les traditions de la poterie.
Raeren est aussi connue pour son célèbre chœur d'enfants, le Raerener Kinderchors.

## Patrimoine

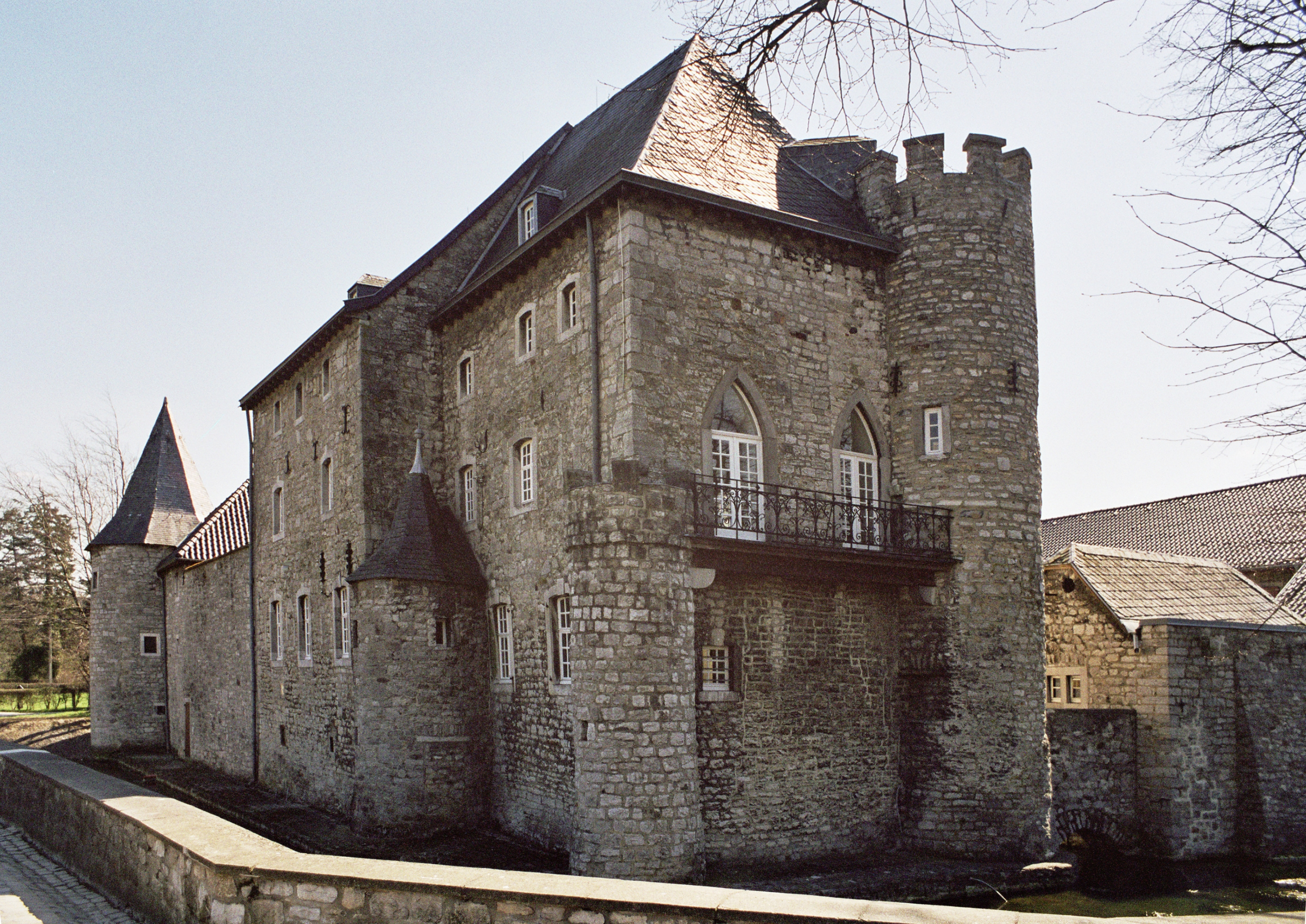
Le château, musée de la poterie.

- Le château, musée de la poterie[6]
- Le patrimoine immobilier classé

## Politique et administration

### Sécurité et secours
En ce qui concerne les services de police, la commune dépend de la zone de police Weser-Göhl. Quant au service des pompiers, elle dépend de la zone de secours Liège 6.

## Sport
Le HC Eynatten a fait la notoriété de la commune. En effet, il fut trois fois champion de Belgique en 2000, 2001 et 2002 ainsi qu'une Coupe de Belgique en 2000. Le handball est en fait très populaire dans la commune qui comptait un autre club, le HC Raeren 76 qui évolua également dans les séries nationales avant de fusionner avec le HC Eynatten qui se nomme depuis le HC Eynatten-Raeren.
En 2019, le Royal Football Club Raeren-Eynatten atteint pour la première fois de son histoire les séries nationales du championnat de Belgique de football, après avoir remporté le titre provincial.